# Ratpenat nasofoliat de Maggie
El ratpenat nasofoliat de Maggie (Hipposideros maggietaylorae) és una espècie de ratpenat de la família dels hiposidèrids. Viu a Indonèsia i Papua Nova Guinea. El seu hàbitat natural són al voltant de la vegetació densa de bosc primari i secundari tropical humit, els boscos esclerofil·les i jardins rurals. No hi ha cap amenaça significativa per a la supervivència d'aquesta espècie.